# Uckermärkischer Radrundweg
Der Uckermärkische Radrundweg ist ein durch die Landkreise Uckermark, Mecklenburgische Seenplatte und Vorpommern-Greifswald verlaufender Radfernweg. Der 260 km lange Rundweg wurde am 29. April 2006 eröffnet. Völlig neu gebaut wurde dabei der 85 km lange uckermärkische Abschnitt von Stolpe über Angermünde, Joachimsthal und Templin nach Lychen mit einem Netz von Fahrradstraßen bis Herbst 2005. Der Radweg beginnt in Stolpe und führt über die Orte Schwedt/Oder, Prenzlau, Feldberg, Lychen, Templin und Angermünde. Besonders sehenswert ist die Fahrt durch den Nationalpark Unteres Odertal, der Ort Gramzow mit dem Brandenburgischen Museum für Klein- und Privatbahnen, die Umfahrung des Unteruckersees, die Stadt Prenzlau mit ihren vielen historischen Sehenswürdigkeiten, der Ort Boitzenburg mit dem Schloss Boitzenburg, die Feldberger Seenlandschaft, die Stadt Lychen (Stadt zwischen den sieben Seen), die Stadt Templin mit ihrem historischen Stadtkern, dem Thermalbad und der Draisinenstrecke Templin–Fürstenberg, das NABU-Informationszentrum Blumberger Mühle (nahe Angermünde) und der Altstadtkern in Angermünde.

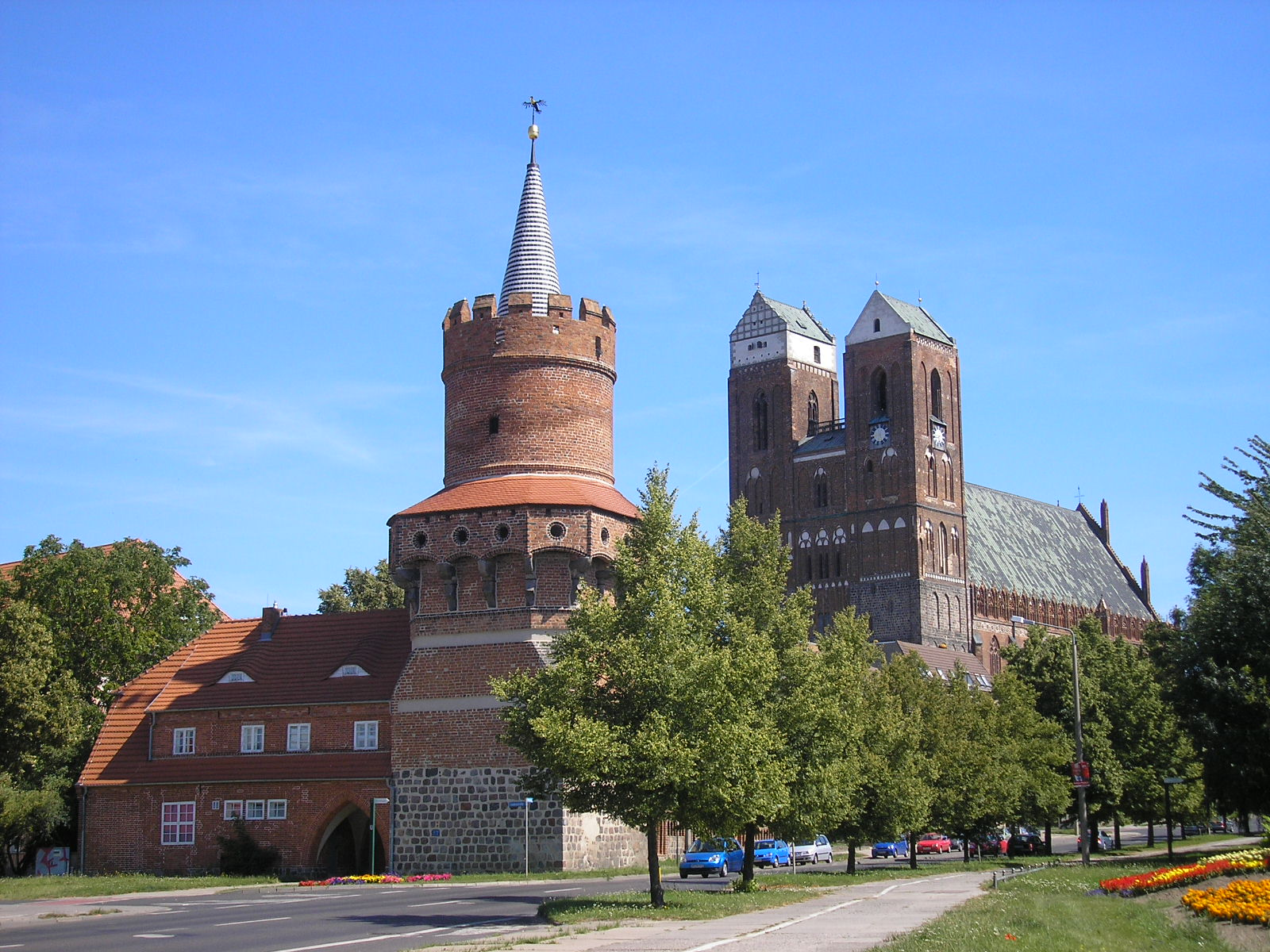
Mitteltorturm und Marienkirche in Prenzlau
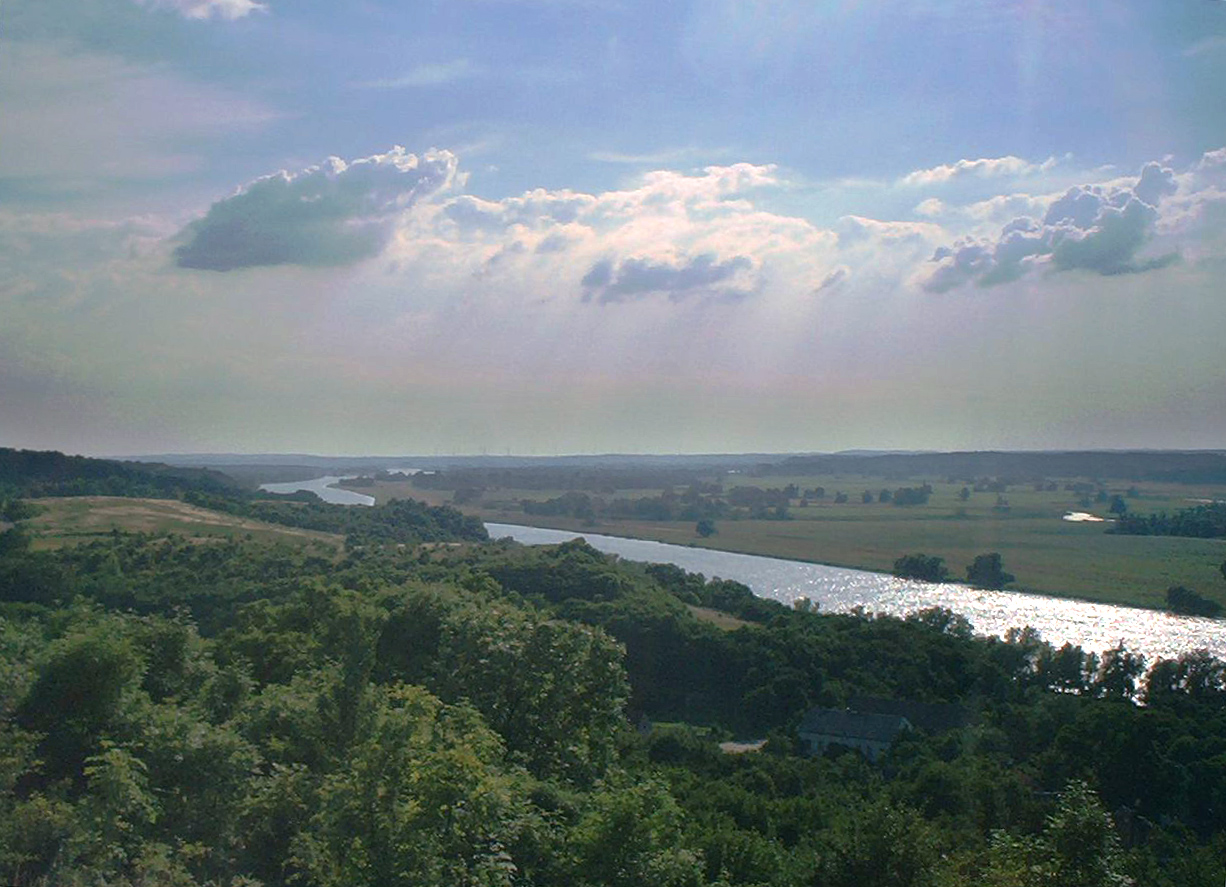
Nationalpark Unteres Odertal
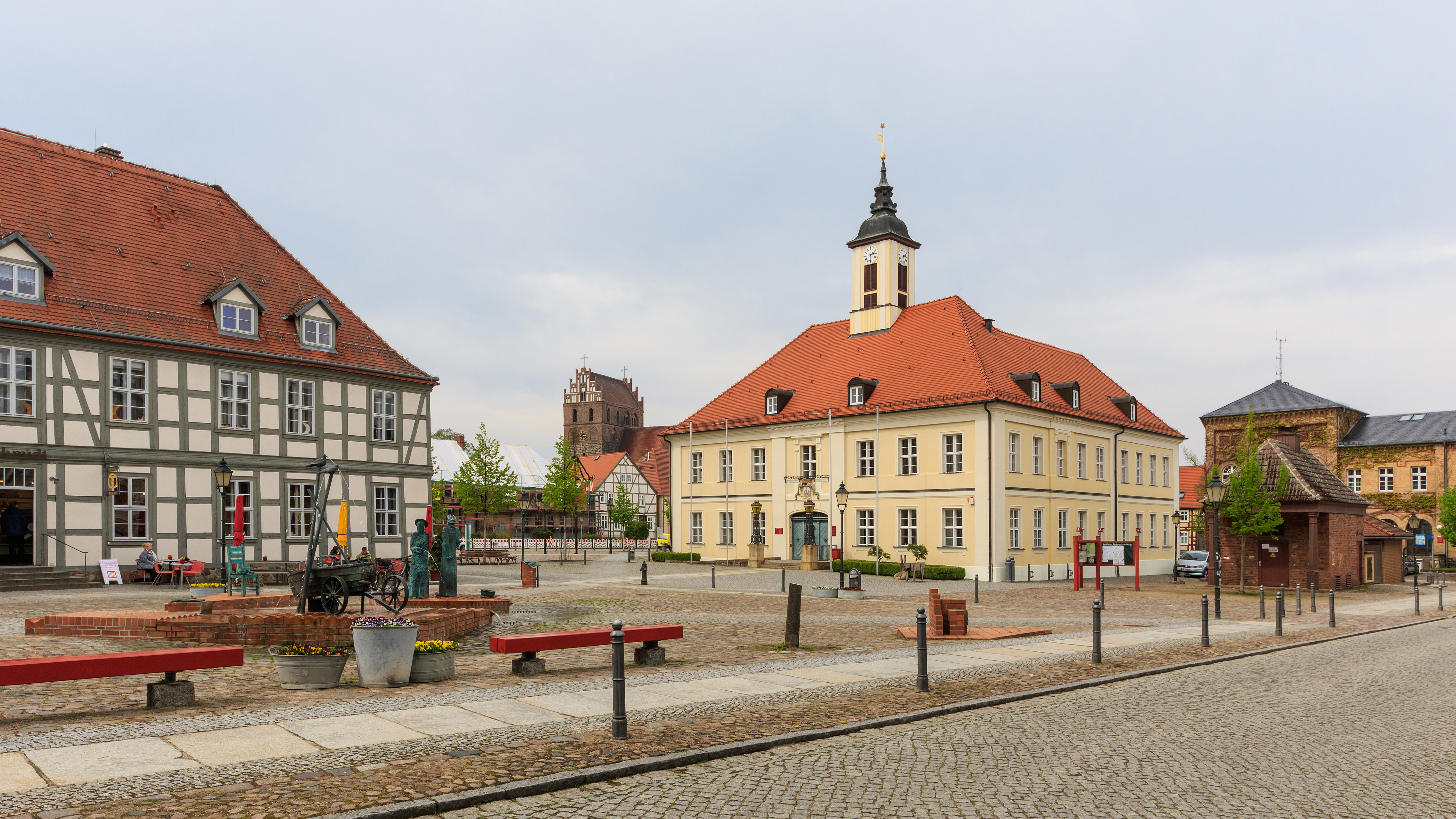
Marktplatz Angermünde
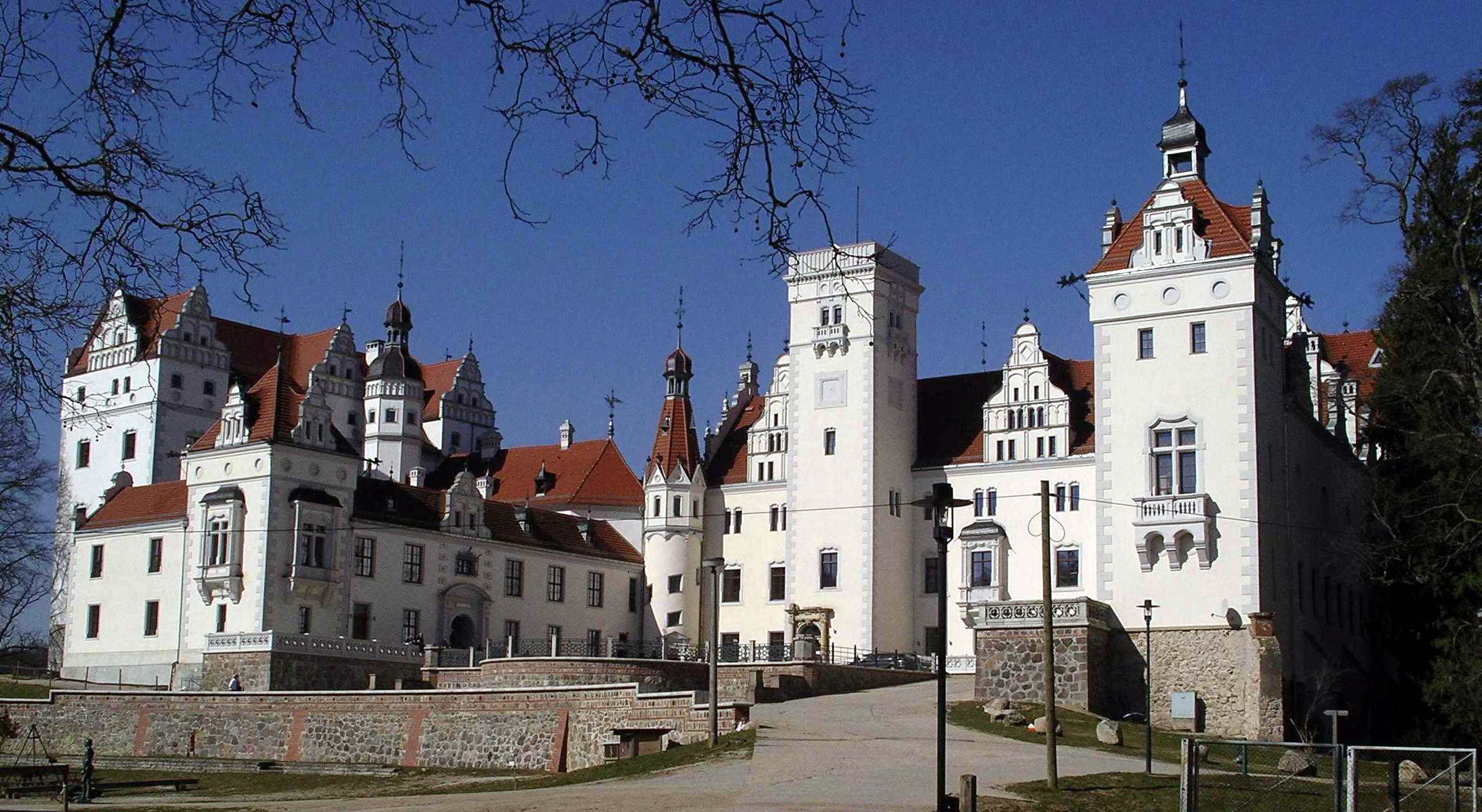
Schloss Boitzenburg
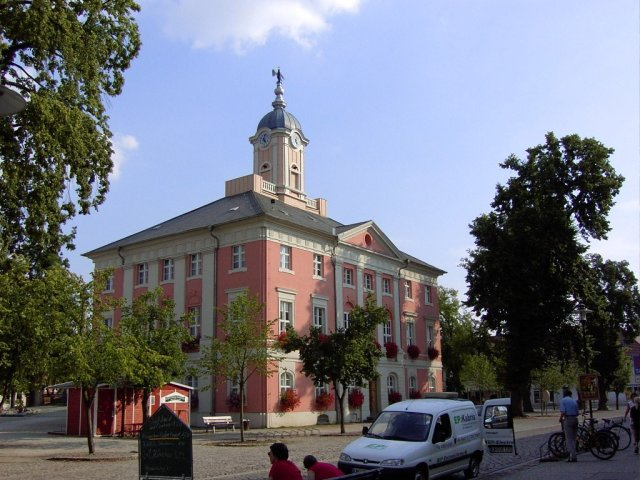
Rathaus Templin
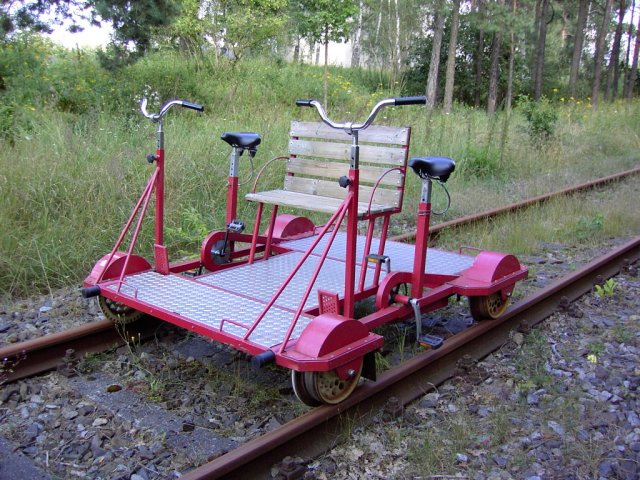
Fahrrad-Draisine bei Templin
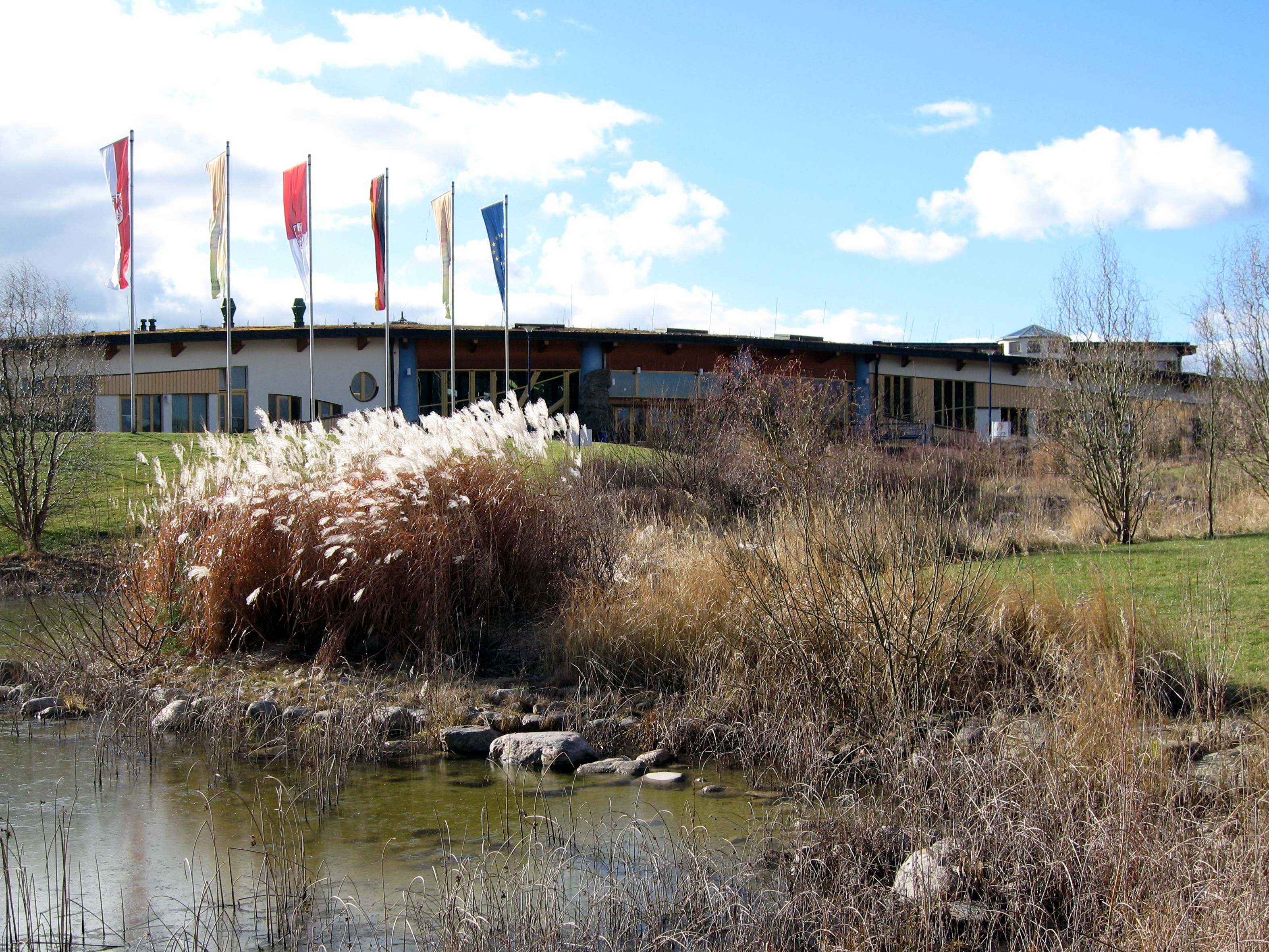
NaturTherme Templin
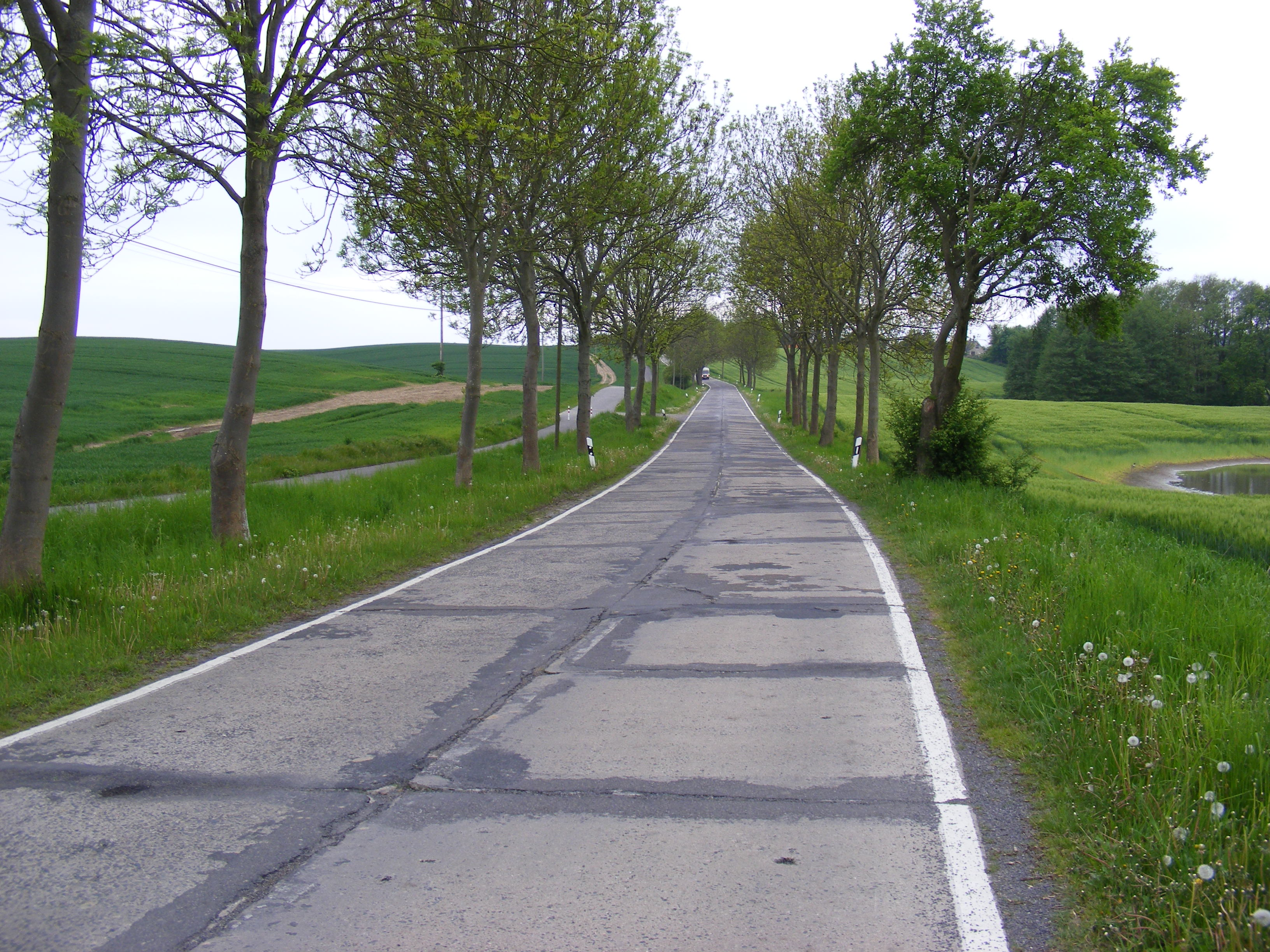
Fürstenwerder: unnötig steile Neuanlage (links) statt Ausbesserung der ruhigen Landstraße.
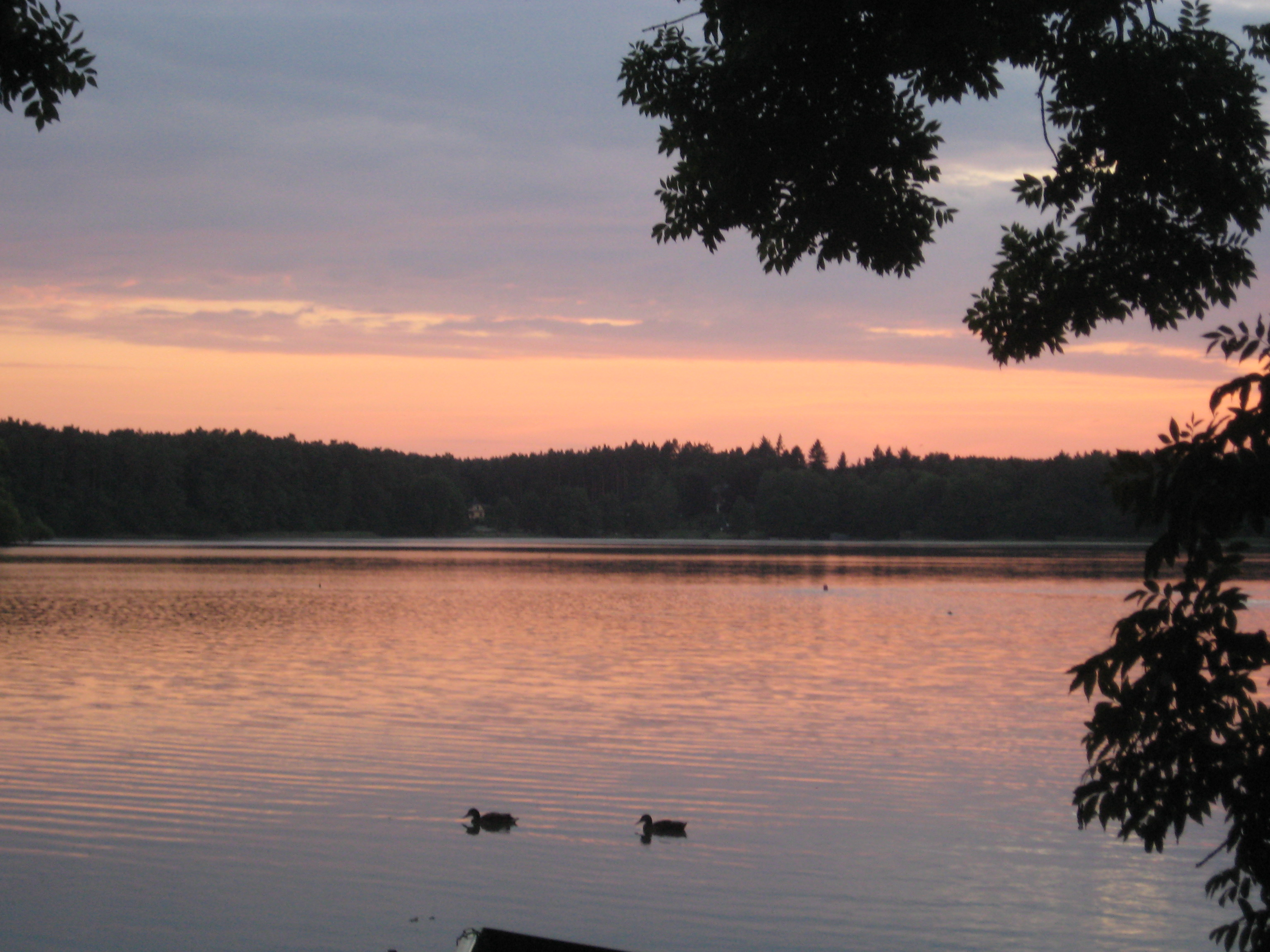
Wurlsee bei Lychen
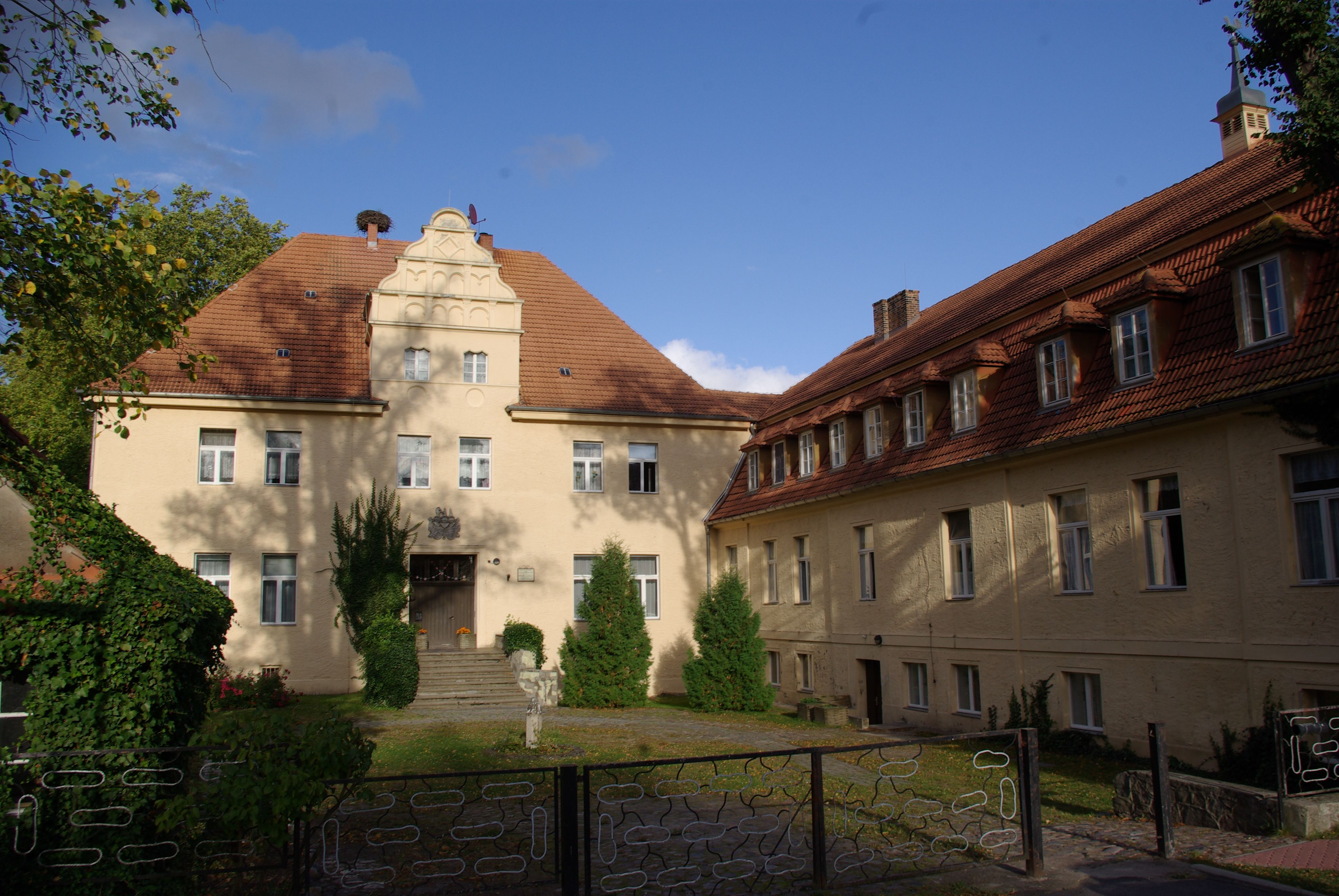
Herrenhaus in Stolpe
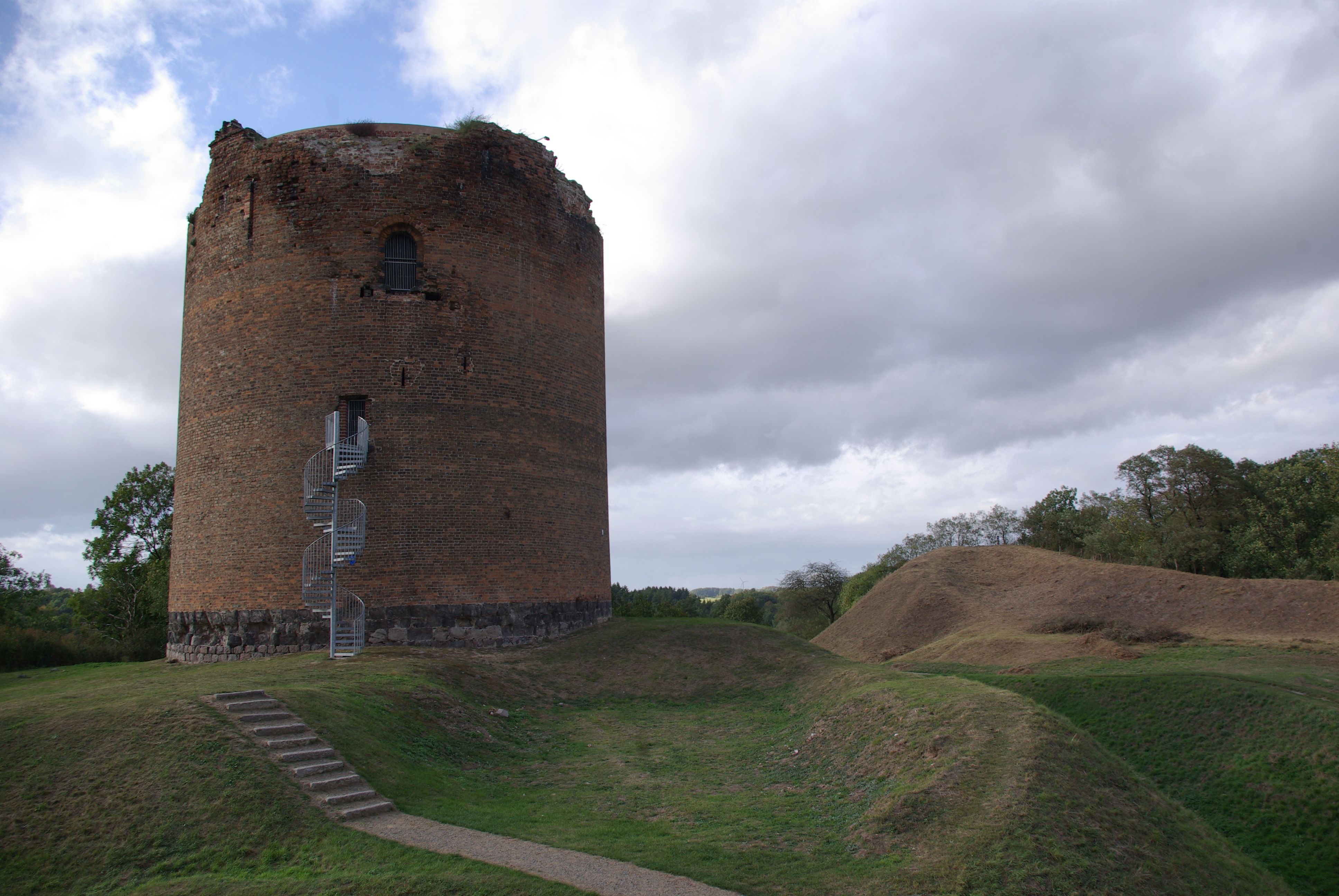
Bergfried der Burg Stolpe
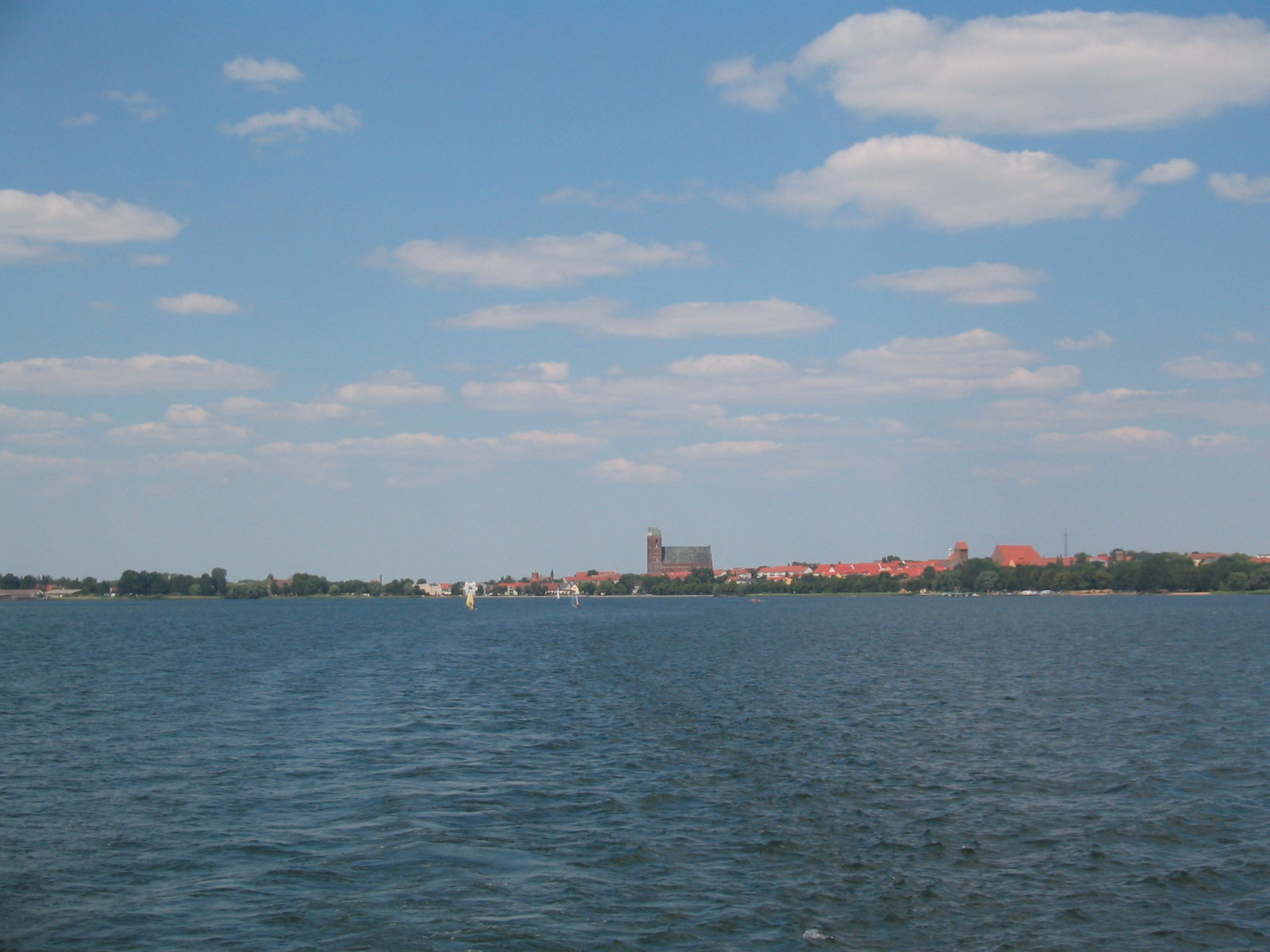
Unteruckersee mit Blick auf Prenzlau
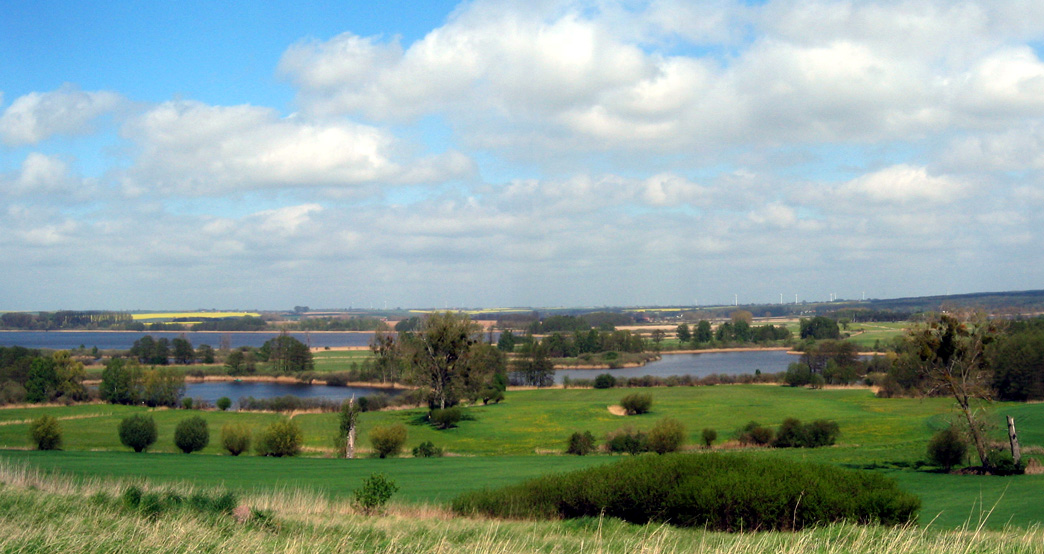
Rastplatz Seenblick zwischen Potzlow und Fergitz